# Società Calcio Frattese 1984-1985
Questa voce raccoglie le informazioni riguardanti la Società Calcio Frattese nelle competizioni ufficiali della stagione 1984-1985.

## Rosa
| N. |                   | Ruolo | Calciatore           |
| -- | ----------------- | ----- | -------------------- |
|    | Italia (bandiera) | A     | Raffaele Angelino    |
|    | Italia (bandiera) | D     | Renato Aversano      |
|    | Italia (bandiera) | C     | Giovanni Cavaliere   |
|    | Italia (bandiera) | D     | Francesco Ciccarelli |
|    | Italia (bandiera) | C     | Luciano D'Agostino   |
|    | Italia (bandiera) | C     | Carlo Della Volpe    |
|    | Italia (bandiera) | D     | Giovanni De Nittis   |
|    | Italia (bandiera) | D     | Francesco Di Spirito |
|    | Italia (bandiera) | C     | Nicola Donnarumma    |
|    | Italia (bandiera) | P     | Giovanni Fusco       |
|    | Italia (bandiera) | A     | Armando Gambino      |
|    | Italia (bandiera) | A     | Pasquale Giobbe      |
|    | Italia (bandiera) |       | Giuliano             |
|    | Italia (bandiera) | P     | Ugo Landi            |

| N. |                   | Ruolo | Calciatore         |
| -- | ----------------- | ----- | ------------------ |
|    | Italia (bandiera) | D     | Luigi Massa        |
|    | Italia (bandiera) | A     | Pietro Mele        |
|    | Italia (bandiera) | C     | Filippo Milano     |
|    | Italia (bandiera) | D     | Camillo Palma      |
|    | Italia (bandiera) | A     | Paolo Passaro      |
|    | Italia (bandiera) | A     | Sossio Perfetto    |
|    | Italia (bandiera) | A     | Franco Perilli     |
|    | Italia (bandiera) | D     | Salvatore Perrelli |
|    | Italia (bandiera) | C     | Franco Romano      |
|    | Italia (bandiera) |       | Storace            |
|    | Italia (bandiera) | C     | Salvatore Taurino  |
|    | Italia (bandiera) | C     | Giuseppe Troise    |
|    | Italia (bandiera) | C     | Massimo Vitalone   |